# Henryk XIV Bawarski
Henryk XIV Bawarski, Henryk II jako książę Dolnej Bawarii (ur. 29 września 1305; zm. 1/2 września 1339 w Landshut) – w latach 1310–1334 książę Dolnej Bawarii.
Był najstarszym synem (trzecim z pięciorga lub sześciorga dzieci) Stefana I Bawarskiego i Judyty, córki księcia świdnickiego Bolko I Surowego oraz Beatrycze brandenburskiej. Jego ojciec zmarł w trakcie wojny z Fryderykiem III Pięknym, gdy  Henryk miał zaledwie 3 lata. Tym samym on i jego starszy brat Otto IV (II) zostali książętami Dolnej Bawarii. Początkowo współrządzili ze stryjem Ottonem III (Belą V), a po jego śmierci w 1312 z jego synem, urodzonym na kilka tygodni przed śmiercią Ottona III, Henrykiem XV (III). Kuratelę nad trzema niepełnoletnimi władcami sprawował książę Górnej Bawarii Ludwik IV.
W 1332 roku między współwładcami wybuchł konflikt. Ostatecznie w 1331 dokonano podziału, w wyniku którego Henryk objął Landshut. Rezydował w pierwszej z miejscowości. Stosunki między współwładcami układały się bardzo źle. W 1332 bracia powrócili do idei wspólnych rządów. W 1333 roku umarł bezpotomnie Henryk XV (III). Otto wyzionął ducha rok później, nie mając dziedzica i jego domena przypadła Henrykowi XIV (II), choć Otto wolał, by przeszła na Ludwika IV. Wywołało to konflikt na linii Henryk XIV–cesarz. Książę bawarski sprzymierzył się ze swym teściem Janem Luksemburskim, jednak skonfliktowanym kuzynom udało się dojść do porozumienia. Kilka miesięcy później Henryk zmarł na trąd i pochowano go w kościele karmelickim w Seligenthal. Jego następcą został syn Jan, wówczas niespełna dziesięcioletni, a jego regentem został Ludwik IV. Po przedwczesnej śmierci Jana w 1340 całość Bawarii objął cesarz, a wdowa po Henryku powróciła do rodzinnych Czech i po roku zmarła.
12 lutego 1328 roku poślubił Małgorzatę Luksemburską, córkę króla Czech Jana Luksemburskiego oraz jego pierwszej żony Elżbiety Przemyślidki. Doczekali się najprawdopodobniej dwójki dzieci:
- Jana (1329–1340), następcę ojca jako księcia Dolnej Bawarii,
- Henryka (ur. 1330), który zmarł zapewne jeszcze w 1330.

Henryk miał też pozamałżeńskiego syna Eberharda, który jedyny raz został wspomniany w dokumentach 28 stycznia 1338.